# 월곡초등학교 삼계분교
월곡초등학교 삼계분교는 대한민국 경상북도 안동시에 있는 공립 초등학교이다.

## 학교 연혁
- 1935년 4월 1일: 삼계분교 개교
- 1954년 12월 18일 삼계국민학교로 인가
- 1999년 9월 1일 삼계초등학교가 월곡초등학교 삼계분교장으로 편입
- 2025년 3월 1일: 제32대 임기훈 교장선생님 부임
- 2025년 4월 1일: 개교 80주년
- 2025년 9월 1일: 폐교 및 월곡초등학교 통폐합

## 참고 자료
- 월곡초등학교삼계분교장 - 한국교육학술정보원 학교알리미